# マリー・フォン・ナッサウ
マリー・フォン・ナッサウ（ドイツ語: Marie von Nassau, 1825年11月29日 - 1902年3月24日）は、第4代ヴィート侯ヘルマンの妃。ルーマニア王妃エリサベタの母。

## 生涯
マリーはナッサウ公ヴィルヘルム1世とその最初の妃ルイーゼ・フォン・ザクセン＝ヒルトブルクハウゼンの第8子、四女としてビープリヒで生まれた。全名はマリー・ヴィルヘルミーネ・フリーデリケ・エリーザベト（Marie Wilhelmine Friederike Elisabeth）。姉にオルデンブルク公子妃テレーゼ、兄にルクセンブルク大公アドルフがいる。また、スウェーデン＝ノルウェー王妃ゾフィアは異母妹である。
1842年6月20日にビープリヒにおいて、ヴィート侯ヘルマンと結婚した。2人の間にはルーマニア王カロル1世の妃となったエリーザベト（エリサベタ）を始めとして3子が生まれた。
ドイツの作家マリー・フォン・ブンゼン（1860年 - 1941年）によると、マリーはバーデンの政治家フランツ・フォン・ロッゲンバッハ（1825年 - 1907年）と関係があったとされ、夫の死後、結婚した可能性もあるという。

## 子女
- エリーザベト（1843年 - 1916年） - ルーマニア王カロル1世妃
- ヴィルヘルム・アドルフ（1845年 - 1907年） - ヴィート侯
- オットー（1850年 - 1862年）

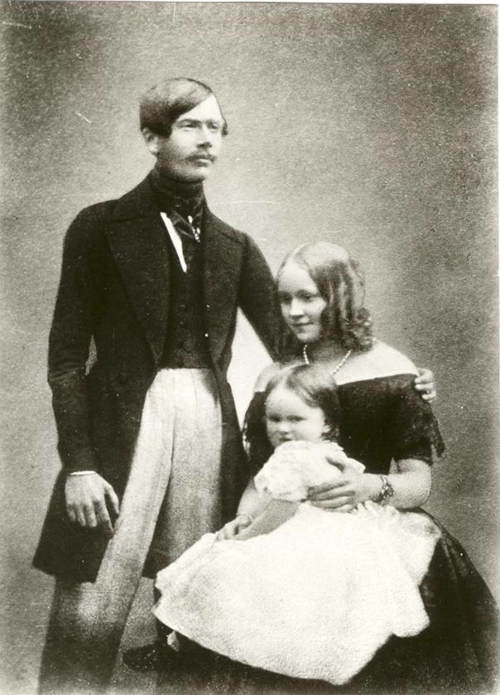
ヴィート侯ヘルマンと長女エリーザベトを膝にのせたマリー（1845年）